# Brokedown Palace
Brokedown Palace (titulada Sueños rotos en España e Inocencia robadaen Hispanoamérica) es una película de suspenso dramática dirigida por Jonathan Kaplan y escrita por David Arata. Fue protagonizada por Claire Danes y Kate Beckinsale. Se estrenó a nivel mundial entre 1999 y 2000.

## Argumento
Gira en torno a dos amigas, Alice Marano y Darlene Davis, que van de vacaciones a Tailandia. Alice (Claire Danes) es impulsiva e imprudente, mientras Darlene (Kate Beckinsale) es más reservada. Sin embargo, durante su viaje a Tailandia se enamoran del mismo hombre, ambas olvidan toda precaución y en un instante sus vidas cambian para siempre cuando al intentar volver a Estados Unidos son detenidas por las autoridades por portar drogas en su equipaje. De esa manera sus vacaciones se convierten en una horrible pesadilla, en la que terminan condenadas a largas penas de prisión por un supuesto narcotráfico. 
Ahora, en una tierra extranjera, deberán probar que son inocentes bajo la ayuda de su único aliado Hank Green (Bill Pullman), un abogado estadounidense de renombre, que pronto se daría cuenta de su inocencia.

## Reparto
- Claire Danes como Alice Marano
- Kate Beckinsale como Darlene Davis
- Bill Pullman como Hank Green
- Jacqueline Kim como Yon Greene
- Lou Diamond Phillips como Roy Knox
- Daniel Lapaine como Nick Parks
- Tom Amandes como Doug Davis
- Aimee Graham como Beth Ann Gardener
- John Doe como Bill Marano
- Lim Kay Tong como el jefe de policía Jagkrit

## Producción
La idea surgió gracias a un viaje que realizó el productor Adam Fields a Tailandia. Allí conoció las condiciones inhumanas en que estaban quince muchachas estadounidenses que cumplían condenas por tráfico de heroína. Sus historias coincidían en ser víctimas de individuos que las utilizaron para el comercio de la droga.